# Astrotrichilia diegoensis
Astrotrichilia diegoensis är en tvåhjärtbladig växtart som beskrevs av J.-f. Leroy & M. Lescot. Astrotrichilia diegoensis ingår i släktet Astrotrichilia och familjen Meliaceae. Inga underarter finns listade i Catalogue of Life.